# Muraltia angulosa
Muraltia angulosa är en jungfrulinsväxtart som beskrevs av Spreng. och Porphir Kiril Nicolai Stepanowitsch Turczaninow. Muraltia angulosa ingår i släktet Muraltia och familjen jungfrulinsväxter. Inga underarter finns listade i Catalogue of Life.